# 18602 Lagillespie
18602 Lagillespie è un asteroide della fascia principale. Scoperto nel 1998, presenta un'orbita caratterizzata da un semiasse maggiore pari a 2,4234965 UA e da un'eccentricità di 0,1273427, inclinata di 3,68656° rispetto all'eclittica.